# Burg Kasama

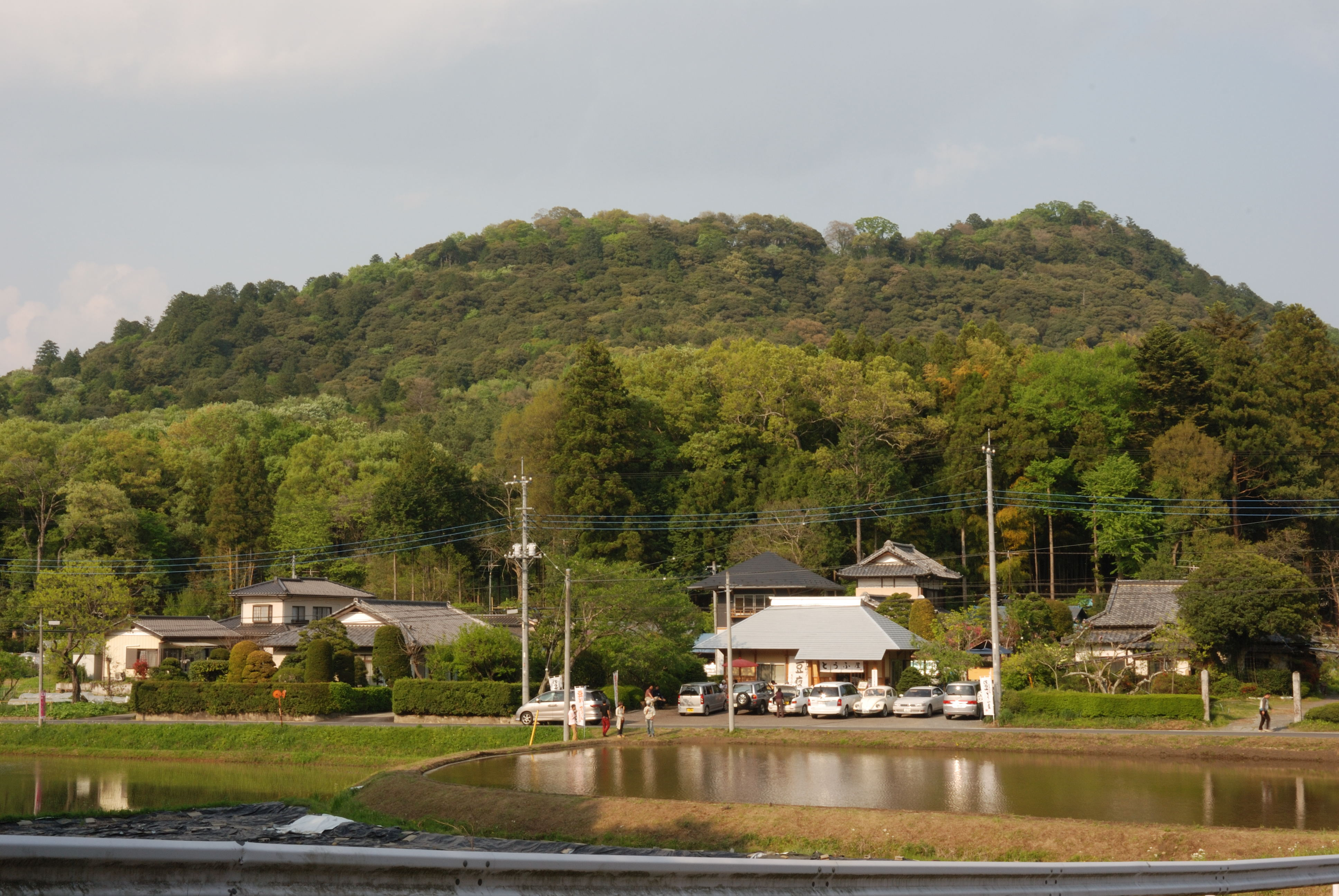
Berg Sashiro

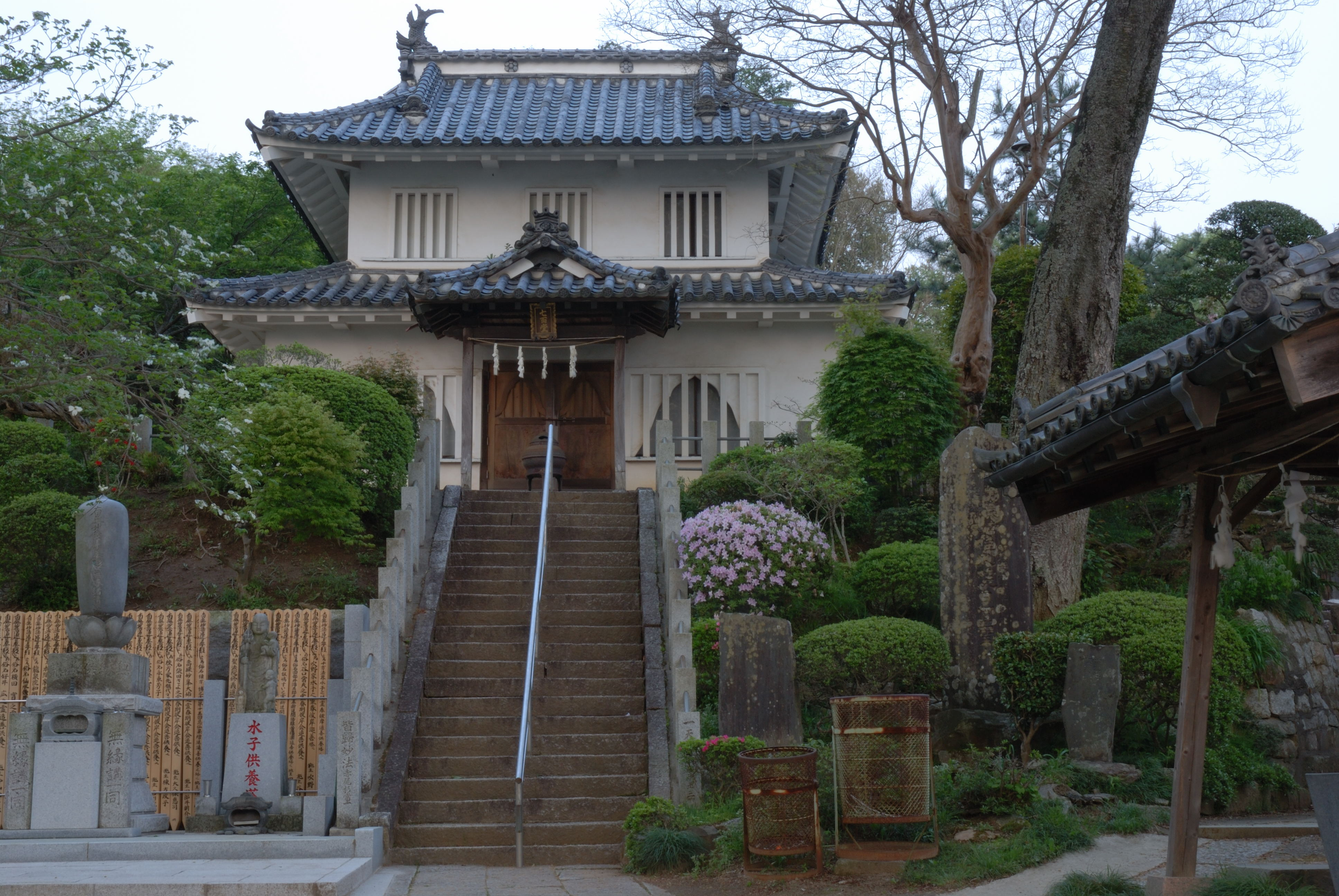
Hachiman-Wachturm
als Shichimen-dō

Die Burg Kasama (japanisch 笠間城, Kasama-jō) befindet sich in der Stadt Kasama in der Präfektur Ibaraki. Zuletzt residierte dort ein Zweig der Makino mit einem Einkommen von 80.000 Koku als größere Fudai-Daimyō. 

## Burgherren in der Edo-Zeit
- Ab 1601 die Matsui mit 30.000 Koku,
- ab 1608 ein Zweig der Ogasawara mit 30.000 Koku,
- ab 1612 ein Zweig der Toda mit 30.000 Koku,
- ab 1617 ein Zweig der Nagai mit 32.000 Koku,
- ab 1622 ein Zweig der Asano mit 53.000 Koku,
- ab 1645 ein Zweig der Inoue mit 50.000 Koku,
- ab 1692 ein Zweig der Honjō mit 40.000 Koku,
- ab 1694 wieder ein Zweig der Inoue mit 50.000 Koku und
- ab 1747 ein Zweig der Makino mit 80.000 Koku.

## Geschichte
Im Jahr 1219 soll der zum Utsunomiya-Klan gehörende Shioya Tokitomo (塩谷時朝) auf dem Berg Sashiro (差白山) am Ostrand der heutigen Stadt Kasama eine Burg erbaut haben. Als 1590 Toyotomi Hideyoshi die Burg Odawara bekämpfte, gingen die damaligen Burgherren, die Kasama, Vasallen der Späteren Hōjō, unter. Danach herrschten die Utsunomiya beziehungsweise die Gamō dort, bis mit der Schlacht von Sekigahara eine neue Zeit anbrach.
Wegen ihrer Nähe zu Edo, dem Sitz des neuen Tokugawa-Shogunats, wurde die Burg ausschließlich mit Tokugawa-treuen Fürsten – am Anfang im schnellen Wechsel – besetzt. 1601 erhielt die Matsui Yasushige (松井康重; 1568–1640) die Burg, dann fiel sie an die Ogasawara und so fort, bis dann 1747 die Makino die Burg erhielten und dort Burgherren bis zur Meiji-Restauration blieben.

## Die Anlage
Die Burg Kasama nutzt geschickt die natürlichen Gegebenheiten des Berges Sashiro, sie wird gebildet aus verschiedenen Burgbereichen (曲輪, kuruwa). Der zentrale Bereich, in dem sich der zweistöckige Burgturm befand, war durch hohe Steinmauern geschützt. Die Gesamtanlage stellte eine modernisierte Form einer mittelalterlichen Bergburg dar und ist somit ein wichtiges Zeitdokument. – Später wurde am Fuße des Berges auf westlicher Seite eine Unterresidenz (下屋敷, shimo-yashiki) angelegt, die zwar nicht erhalten, aber als Burgbezirk erkennbar ist.
Ein Teil des Berges Sashiro mit den Burgresten bildet heute einen von der Präfektur getragenen Naturpark (笠間県立自然公園, Kasama kenritsu shizen kōen). Die Burgreste bestehen aus dem erhaltenen Teil der Steinmauern, der Erdwälle und der wasserlosen Gräben.
Ein Teil der Materialien wurde für den Bau des Sashino-Schreins (佐志能神社, Sashino-jinja) verwandt. Der zweistöckige Hachimandai-Wachturm wurde als „Sieben-Seiten-Halle“ (七面堂; Shichimen-dō) zum Shinjō-ji (真浄寺) weiter im Westen der Stadt Kasama versetzt.